# Benaoján
Benaoján è un comune spagnolo di 1 588 abitanti situato nella comunità autonoma dell'Andalusia.

## Fauna endemica
In una grotta del territorio comunale nel 1984 è stata scoperta una nuova specie di ragno, la Iberoneta nasewoa.